# Arrondissement de Holzminden
L'arrondissement de Holzminden est un arrondissement  (Landkreis en allemand) de Basse-Saxe  (Allemagne).
Son chef-lieu est Holzminden.

## Situation géographique
L'arrondissement de Holzminden est situé au sud du Land de Basse-Saxe.
Il est limitrophe des arrondissements de Höxter et Lippe du Land de Rhénanie-du-Nord-Westphalie à l'ouest, de Hamelin-Pyrmont au nord, de Hildesheim et de Northeim - à l'est et au sud. 

## Histoire
Il fut fondé le 12 octobre 1832 par un décret de Guillaume de Brunswick.

## Communes
L'arrondissement comprend 39 communes, dont 3 villes et 5 Flecken (intermédiaire de ville et commune rurale), et en plus 7 territoires non-organisés (gemeindefreie Gebiete). 37 des communes sont regroupés en 4 cantons (Samtgemeinden). Les autres 2 communes ont une propre administration communale (Einheitsgemeinden).
(Population au 31 décembre 2012)
Einheitsgemeinden
| - 1. Delligsen, Flecken (8 052) - 2. Holzminden, ville, commune autonome (20 131) |

Samtgemeinden avec leurs communes membres
* Siège de la Samtgemeinde
| - 1. Samtgemeinde Bevern (6 076) 1. Bevern, Flecken * (3 972) 2. Golmbach (988) 3. Holenberg (416) 4. Negenborn (700) - 2. Samtgemeinde Bodenwerder-Polle (15 346) 1. Bodenwerder, ville * (5 707) 2. Brevörde (671) 3. Halle (1 572) 4. Hehlen (1 875) 5. Heinsen (831) 6. Heyen (468) 7. Kirchbrak (1 051) 8. Ottenstein, Flecken (1 185) 9. Pegestorf (385) 10. Polle, Flecken * (1 184) 11. Vahlbruch (417) | - 3. Samtgemeinde Boffzen (6 938) 1. Boffzen * (2 787) 2. Derental (607) 3. Fürstenberg (1 100) 4. Lauenförde, Flecken (2 444) - 4. Samtgemeinde Eschershausen-Stadtoldendorf (15,916) 1. Arholzen (401) 2. Deensen (1 442) 3. Dielmissen (803) 4. Eimen (952) 5. Eschershausen, ville * (3 460) 6. Heinade (905) 7. Holzen (619) 8. Lenne (675) 9. Lüerdissen (416) 10. Stadtoldendorf, ville * (5 638) 11. Wangelnstedt (605) |

Territoires inoccupés
1. Boffzen (23,40 km2)
2. Eimen (12,91 km2)
3. Eschershausen (4,92 km2)
4. Grünenplan (22,71 km2)
5. Holzminden (15,01 km2)
6. Merxhausen (22,50 km2)
7. Wenzen (15,84 km2)

### Élections du conseil (Kreistag)

Blason de l'arrondissement de Holzminden

## Juridiction
Juridiction ordinaire
- Cour d'appel (Oberlandesgericht) de Celle
  - Tribunal régional (Landgericht) de Hildesheim
    - Tribunal cantonal (Amtsgericht) de Holzminden

Juridiction spéciale
- Tribunal administratif supérieur (Oberverwaltungsgericht Basse-Saxon) de Lunebourg
  - Tribunal administratif (Verwaltungsgericht) de Hanovre